# Heinrich von Kittlitz
Le baron Friedrich Heinrich von Kittlitz est un naturaliste, ornithologue, peintre naturaliste et explorateur prussien, né le 16 février 1799 à Breslau et mort le 10 avril 1874 à Mayence.

## Biographie

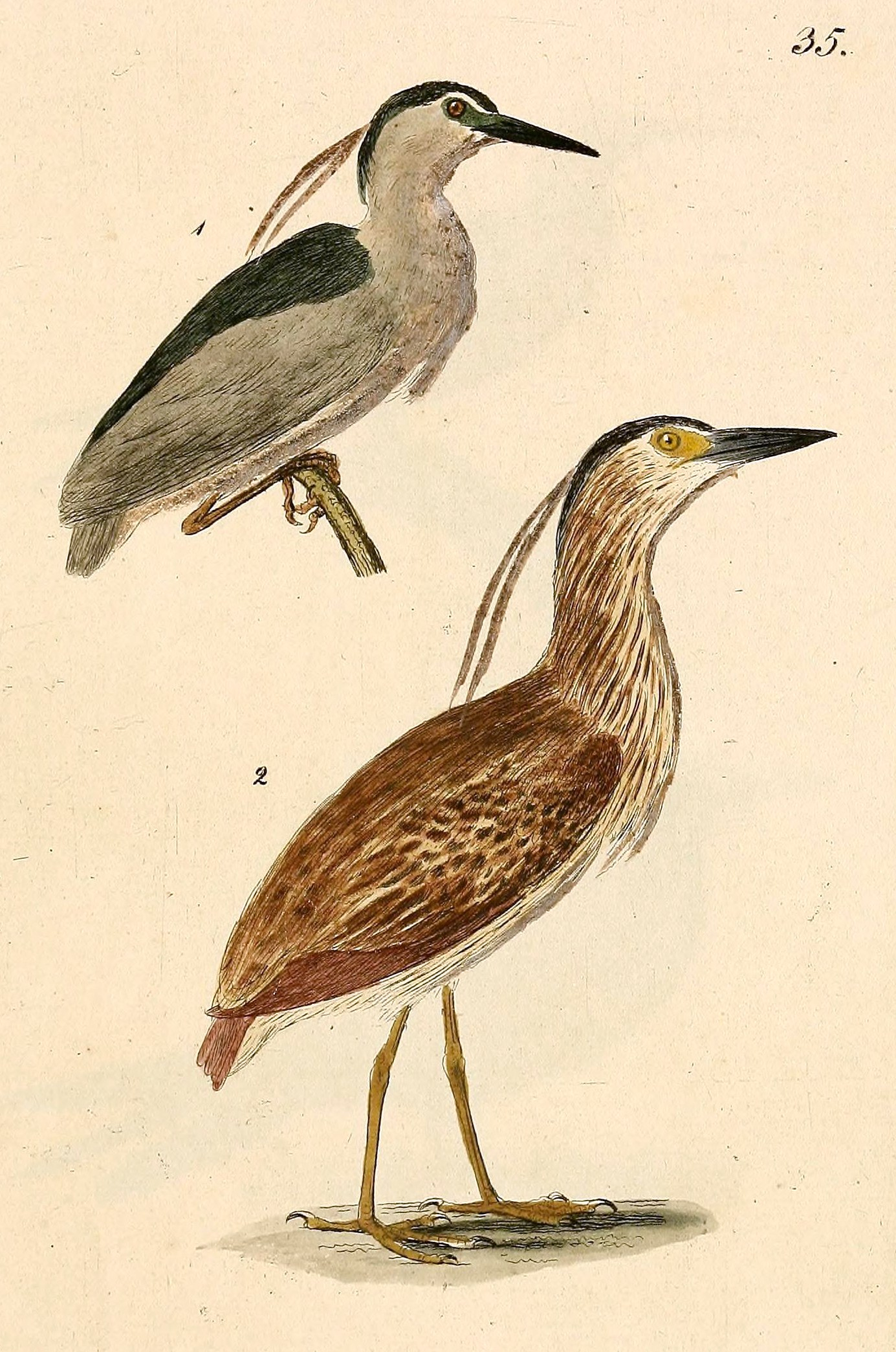
Ardea nycticorax (aujourd'hui Nycticorax nycticorax) et Ardea caledonica (aujourd'hui Nycticorax caledonicus crassirostris, sous-espèce de Nycticorax caledonicus) dessinés par Killitz

Il est le descendant d'une vieille famille de l'aristocratie prussienne, Freiherr signifiant littéralement seigneur indépendant, et correspondant au rang de baron. Kittlitz est engagé en 1826 dans l'équipe scientifique du navire russe, le Séniavine, qui doit faire le tour du monde pour le compte de l'Académie impériale des sciences de Saint-Pétersbourg. L'expédition est commandée par le capitaine von Lütke (1797-1882) et dure jusqu'en 1829. Kittlitz est accompagné du botaniste Karl Heinrich Mertens et du minéralogiste Alexandre Postels.
L'expédition part de Kronstadt le 16 août 1826, traverse la Manche et l'océan Atlantique, passe par le cap Horn le 27 février 1827, remonte par les côtes du Chili et remonte jusqu'à l'actuel Alaska (alors possession de l'Empire russe), puis atteint le Kamtchatka et Petropavlovsk à la mi-septembre. L'expédition explore ensuite les îles Carolines et les actuelles îles Bonin et retourne au Kamtchatka en mai. Pendant l'été, le Séniavine explore la baie d'Avatcha et le détroit de Béring, remontant jusqu'à l'Anadyr. Ensuite l'expédition redescend jusqu'à Manille et le cap de Bonne-Espérance pour remonter l'Afrique et rentrer en Europe. Elle arrive à Kronstadt le 16 septembre 1829.
Le baron von Killitz fournit au muséum de l'Académie impériale de Saint-Pétersbourg 754 spécimens de 314 espèces d'oiseaux, dont des spécimens d'espèces éteintes depuis. Il fait paraître en 1844 24 Vegetationsansichten von den Küstenländern und Inseln des Stillen Ozeans (en français : Vingt-quatre vues de la végétation des côtes et des îles du Pacifique).
Kittlitz voyage ensuite en Afrique du Nord en 1831 avec son ami Eduard Rüppell (1794-1884), mais il doit retourner en Allemagne à cause de problème de santé. C'est durant ce voyage, alors qu'il attendait un bateau en Égypte, qu'il découvre l'oiseau connu aujourd'hui sous le nom de gravelot pâtre, Charadrius pecuarius.

## Espèces éponymes
Kittlitz a donné son nom à plusieurs espèces d'oiseaux :
- Le Diamant de Kittlitz ou Pape de Kittlitz (Erythrura trichroa) ;
- Le Gaucho de Kittlitz (Agriornis lividus) ;
- Le Gravelot de Kittlitz ou Pluvier de Kittlitz (Charadrius pecuarius) ;
- La Grive de Kittlitz (Zoothera terrestris) ;
- Le Guillemot de Kittlitz (Brachyramphus brevirostris) ;
- La Marouette de Kittlitz (Porzana monasa) ;
- Le Pigeon de Kittlitz (Columba versicolor).

## Liste partielle des publications
- Kupfertafeln zur Naturgeschichte der Vögel (Francfort, 1832).
- 24 Vegetationsansichten von den Küstenländern und Inseln des Stillen Ozeans (Wiesbaden 1845-1852).
- Vegetationsansichten aus den westlichen Sudeten (Francfort, 1854).
- Naturszenen aus Kamtschatka.
- Bilder vom Stillen Ozean.
- Denkwürdigkeiten einer Reise nach dem russischen Amerika, nach Mikronesien und durch Kamtschatka (Gotha, 1858, 2 volumes).
- Psychologische Grundlage für eine neue Philosophie der Kunst (Berlin, 1863).
- Schlußfolgerungen von der Seele des Menschen auf die Weltseele (Mayence, 1873).